# Владимов, Михаил Владимирович
Михаил Владимирович Владимов (Файтельсон; 7 ноября 1924, Полтава — 7 апреля 2003, Москва) — советский поэт-песенник, переводчик, прозаик, сценарист. Автор слов популярных песен «Старый марш», «Алые струны» и других. Член Союза писателей СССР. Почётный гражданин Малгобека (1986).

## Биография
Ветеран Великой Отечественной войны, лейтенант. Был миномётчиком 337 стрелковой дивизии. Прошел боевой путь от предгорий Кавказа до Балкан. Принимал участие в боях за освобождение г. Малгобек, в Керченском десанте, боях за освобождение Болгарии. Первые стихи были опубликованы во фронтовой прессе.
С 1945 года жил в городе Николаеве. Работал на областном радио, в газете «Південна правда», «Коммунаровец». Лирические и сатирические стихи печатались в журналах «Октябрь», «Смена», «Советский воин» и др. Руководил областным литературным объединением. Создал поэму о подвиге моряков-десантников К. Ф. Ольшанского (коллективный сборник «На страже», Одесса, 1949).

Окончил Литературный институт имени А. М. Горького. С 1959 года жил в Москве, работал в печатных изданиях. Автор многих популярных песен. Написал также автобиографическую повесть «Соленый дождь» и несколько киносценариев. Сочинял литературные пародии.

## Избранные песни
- А зовут меня КАМАЗ (Л. Лядова)
- А почему (В. Свешников)
- Алые струны (И. Королев)
- Благодарим, солдаты, вас (В. Гуревич)
- Брестская крепость (Л. Лядова)
- В Москве весна (В. Сурамели)
- Вот это хор! (Л. Лядова)
- Девчата, девчонки (А. Абрамов)
- Если скорость шестьдесят (Л. Афанасьев)
- Здравица (З. Бинкин)
- Крылатая работа (Л. Печников)
- Линия жизни (Ю. Евграфов)
- Мерцишор (Л. Лядова)
- Победа живёт (В. Мигуля)
- Старый марш (Л. Лядова)

## Фильмография

### Сценарий
- 1966 — «Дорогая дорога» (киножурнал «Фитиль» № 46)
- 1966 — «Рай в шалаше»
- 1967 — «Пророки и уроки»

## Дискография
- Песни на стихи Михаила Владимова (1978)

## Книги
- Разведка боем: Стихи / Михаил Владимов; [Худож. Б. Мокин]. — М.: Сов. писатель, 1989. — 110,[1] с. : ил.; 17 см; ISBN 5-265-00682-6
- Линия огня: Сб. стихотворений / Михаил Владимов; [Худож. Ю. Черепанов]. — М.: Мол. гвардия, 1982. — 80 с. : ил.; 17 см.
- Вот он — я, а вот — другие : Сатира и юмор / Михаил Владимов; [Худож. К. Соломяный]. — М.: Искусство, 1991. — 79,[1] с. : ил.; 20 см; ISBN 5-210-02376-1
- Улыбки разной широты: Сатира и юмор: [Стихи] / Михаил Владимов; [Худож. В. Полухин]. — М.: Сов. писатель, 1992. — 139,[2] с. : ил.; 20 см; ISBN 5-265-02744-0
- Поцелуй в диафрагму [Текст]: Пародии, фельетоны, стихи / Михаил Владимов ; Рис. Е. Ведерникова. — М.: Правда, 1977. — 48 с. : ил.; 16 см. — (Библиотека «Крокодила» № 6).
- Соленый дождь: Повести / Михаил Владимов; [Худож. Н. Н. Стасевич]. — М.: Воениздат, 1986. — 235,[2] с. : ил.; 17 см.
- Триста метров на запад: Повесть / Михаил Владимов; [Худож. А. Н. Поздняков]. — Грозный: Чеч.-Инг. кн. изд-во, 1985. — 77 с. : ил.; 20 см.
- Как по нотам [Текст]: Лит. пародии / Михаил Владимов; [Худож. Н. М. Лисогорский]. — М.: Сов. писатель, 1977. — 134 с. : ил.; 17 см.
- На живца! Стихи, фельетоны, эпиграммы, пародии / Михаил Владимов; Друж. шарж и рис. М. Абрамова. — М.: Правда, 1986. — 47, [1] с. : ил.; 17 см. — (Б-ка «Крокодила», ISSN ISSN 0132-2141; N4 (993)).
- Атака [Текст]: [Стихи] / [Ил.: Б. Федотов]. — М.: Мол. гвардия, 1973. — 55 с. : ил.; 16 см.
- Незамужняя дуга [Текст]: Сборник сатир. и юморист. стихотворений / Рис. Г. Иорша. — М.: Правда, 1971. — 47 с. : ил.; 16 см.
- Рай в шалаше [Текст]: [Стихотворные фельетоны] / Рис. Е. Мигунова. — М.: Правда, 1966. — 63 с. : ил.; 16 см. — (Б-ка «Крокодила» № 9 458).
- Триста метров на запад [Текст]: Повесть / [Ил.: Е. Р. Скакальский]. — М.: Сов. Россия, 1971. — 79 с. : ил.; 20 см.
- Полигон [Текст]: Стихотворения и поэма [«Хатынь»] / [Ил.: А. Я. Мещенко]. — М.: Воениздат, 1975. — 143 с., 1 л. портр. : ил., портр.; 17 см.
- Мама сказала: «Нет!» [Текст]: Комедия в 3 д. / М. Владимов ; Пер. с укр. Вс. Малашенко ; Отв. ред. Р. Афанасьев. — М.: Отд. распространения драм. произведений ВУОАП, 1960. — 68 л.; 28 см.

## Награды
- Орден Красной Звезды;
- Медаль «За отвагу»;
- Медаль «За оборону Кавказа»;
- Медаль «За победу над Германией в Великой Отечественной войне 1941–1945 гг.»[1].

## Семья
Жена — Валентина Ивановна Золотых, участница Великой Отечественной войны, награждена Орденом Отечественной войны II степени.